# Guglielmo Segato
Guglielmo Segato (Piazzola sul Brenta, 23 maart 1906 – Motta di Livenza, 19 april 1979) was een Italiaans wielrenner.

## Carrière
Segato won tijdens de Olympische Zomerspelen 1932 de gouden medaille in de wegwedstrijd voor ploegen, individueel won hij de zilveren medaille.
In 1933 nam Segato deel aan de Ronde van Italië. Zijn beste etappe uitslag was een zevende plaats in de dertiende etappe. In het eindklassement eindigde hij als 33e.
1912: Friborg, Malm, Persson, Lönn ·
1920: Souchard, Canteloube, Detreille, Gobillot ·
1924: Blanchonnet, Hamel, Wambst ·
1928: Hansen, Nielsen, Jørgensen ·
1932: Pavesi, Segato, Olmo ·
1936: Charpentier, Lapébie, Dorgebray ·
1948: Wouters, De Lathouwer, Van Roosbroeck ·
1952: Noyelle, Grondelaers, Victor ·
1956: Geyre, Moucheraud, Vermeulin